# Red (Taylor's Version)
Red (Taylor's Version) é o segundo álbum regravado da cantora e compositora americana Taylor Swift. Foi lançado em 12 de novembro de 2021, pela Republic Records. Trata-se de uma regravação de seu quarto álbum de estúdio, Red (2012), e faz parte de seus projetos de regravação após a disputa de 2019 sobre a propriedade de seu catálogo anterior.
Red (Taylor's Version) inclui versões regravadas de 20 faixas da edição deluxe de Red e do single beneficente "Ronan" (2012), além de nove faixas denotadas como "From the Vault": seis músicas inéditas, uma versão de 10 minutos de "All Too Well" e versões solo de "Better Man" (2016) e "Babe" (2018), que Swift havia escrito para outros artistas. Swift e a maioria dos produtores originais retomaram seus trabalhos nas faixas regravadas, com adições de Christopher Rowe. As faixas inéditas contaram com contribuições de Aaron Dessner, Jack Antonoff, Elvira Anderfjärd e Espionage, com participações de Phoebe Bridgers, Ed Sheeran e Chris Stapleton.
Os críticos de música descreveram Red (Taylor's Version) como um álbum eclético que combina estilos de pop, country, rock e eletrônico, apresentando diversos instrumentos, como cordas acústicas e teclados eletrônicos. Suas músicas abordam as diferentes dinâmicas do amor e do desgosto. Recebido com aclamação unânime, o álbum foi elogiado pela voz de Swift, pela qualidade aprimorada da produção e pelas faixas inéditas. Comercialmente, Red (Taylor's Version) alcançou o topo das paradas na Austrália, Canadá e no UK Albums Chart, entre outros. Nos Estados Unidos, foi o quarto número um de Swift na Billboard 200 em menos de 16 meses, registrando o menor intervalo de tempo para uma artista acumular quatro álbuns número um.
Swift promoveu o álbum com aparições na televisão em talk shows da NBC e um curta-metragem dirigido por ela mesma, acompanhando "All Too Well (10 Minute Version)". Red (Taylor's Version) quebrou o recorde de mais entradas novas em uma única semana por um artista, com 26 de suas faixas entrando nas paradas da Billboard Hot 100; "All Too Well (10 Minute Version)" se tornou a canção mais longa a alcançar o topo da parada. As faixas "I Bet You Think About Me" e "Message in a Bottle" foram promovidas como singles para rádio. Publicações creditaram Red (Taylor's Version) por popularizar o fenômeno cultural "Sad Girl Autumn". O álbum ganhou um Billboard Music Award, dois American Music Awards e um NME Award.

## Antecedentes

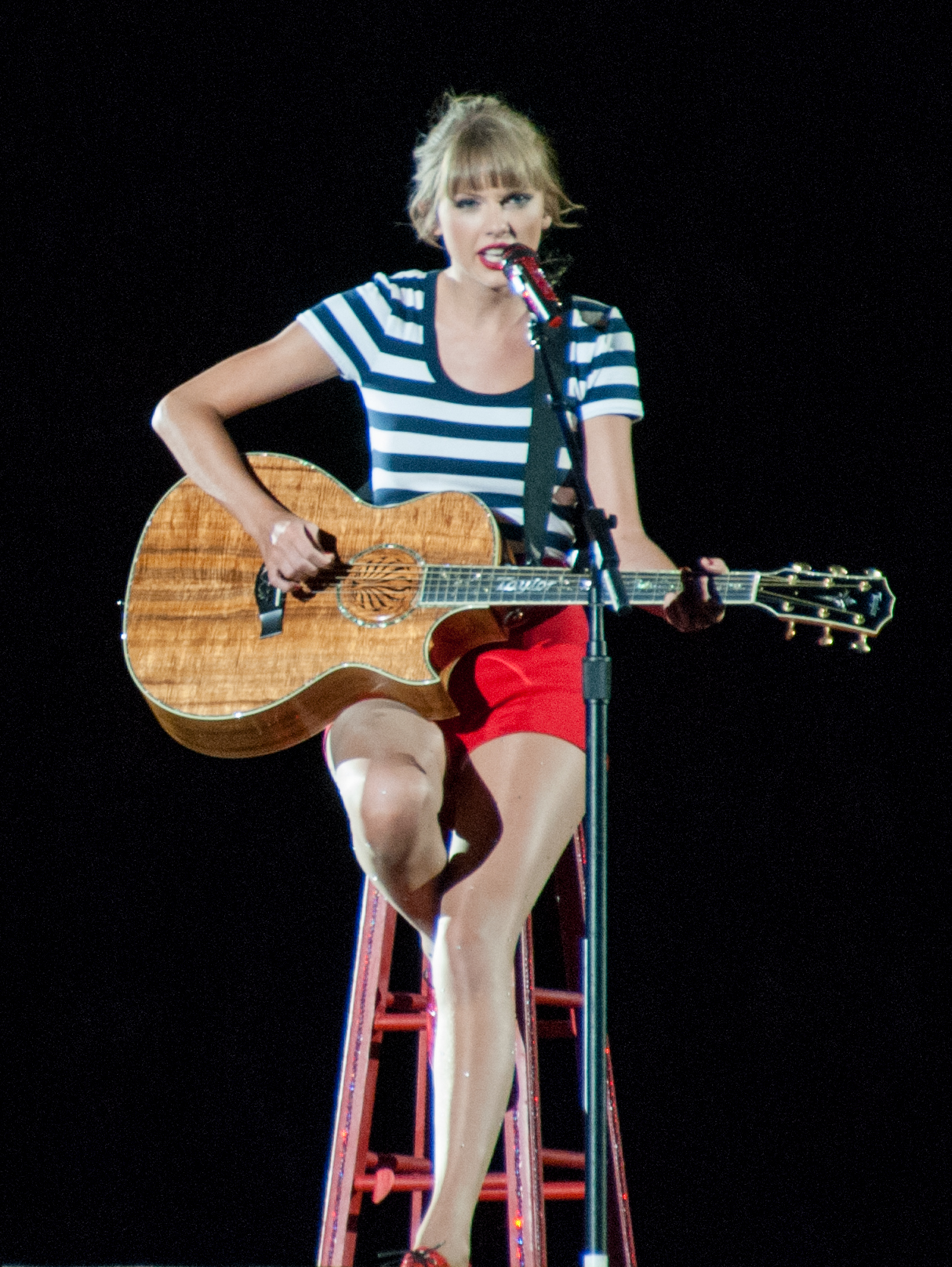
Swift apresentando-se na the Red Tour (2013)

Taylor Swift assinou um contrato de gravação com a gravadora independente Big Machine, baseada em Nashville, em 2005. Como parte do contrato, a Big Machine lançou os primeiros seis álbuns de estúdio de Swift, de Taylor Swift (2006) a Reputation (2017). Seu quarto álbum de estúdio, Red, foi lançado em 22 de outubro de 2012. O álbum se afastou dos estilos country de seus álbuns anteriores e explorou estilos de pop mainstream e outros gêneros. O single principal do álbum, "We Are Never Ever Getting Back Together", foi a primeira canção de Swift a alcançar o número um na Billboard Hot 100. Outros singles, "I Knew You Were Trouble" e "22", foram um sucesso comercial e impulsionaram Swift em direção ao estrelato pop. Embora as críticas a Red tenham sido geralmente positivas, suas influências musicais ecléticas levaram os críticos a questionarem a identidade country de Swift; retrospectivamente, o álbum foi considerado um testemunho da versatilidade artística de Swift. A Rolling Stone o classificou em 99º lugar em sua revisão de 2021 dos 500 Maiores Álbuns de Todos os Tempos.
Em agosto de 2018, o contrato de Swift com a Big Machine expirou; ela assinou um novo contrato com a Republic Records, uma divisão da Universal Music Group, que garantiu a ela os direitos de possuir as masters da nova música que lançaria. Em 2019, o gerente de talentos Scooter Braun e sua empresa, Ithaca Holdings, adquiriram a Big Machine Records. As masters dos álbuns de Swift lançados pela Big Machine, incluindo Red, foram efetivamente transferidas para Braun, o que resultou em uma disputa pública entre Swift e Braun. Swift denunciou a compra e começou a regravar seus seis primeiros álbuns de estúdio, incluindo Red, em novembro de 2020. Ao regravar os álbuns, Swift obteve plena propriedade das novas masters, o que lhe permitiu controlar a licenciamento de suas músicas para uso comercial e, assim, substituir as masters pertencentes à Big Machine.
O primeiro álbum da série de regravações de Swift foi Fearless (Taylor's Version), lançado em 9 de abril de 2021. Este álbum é a regravação de seu segundo álbum de estúdio, Fearless (2008). Além das regravações das faixas do álbum original Fearless, Fearless (Taylor's Version) inclui várias faixas inéditas, denotadas como "From the Vault". Fearless (Taylor's Version) se tornou o primeiro álbum regravado da história a alcançar o topo da Billboard 200 dos EUA. Dois meses após o lançamento de Fearless (Taylor's Version), em 18 de junho de 2021, Swift anunciou Red (Taylor's Version) como seu segundo álbum regravado; trata-se da regravação de Red. Além das regravações das faixas do álbum original, Red (Taylor's Version) também inclui as regravações de nove faixas anteriormente descartadas.

## Música e letras

### Composição
Em um post nas redes sociais, Swift escreveu que regravar Red a fez pensar no álbum, tanto musical quanto liricamente, como "semelhante a uma pessoa de coração partido [...], desorganizada, um mosaico fraturado de sentimentos que, de alguma forma, se encaixam no final". Críticos de música caracterizaram majoritariamente Red (Taylor's Version) como um álbum pop com estilos musicais ecléticos, assim como o álbum original. Todas as músicas apresentam o adicional "Taylor's Version"; elas incorporam sons diversos, incluindo synth-pop, arena rock, indie rock, eletrônico, dubstep e folk, utilizando instrumentos tanto acústicos quanto eletrônicos. As faixas 1 a 20 são regravações das músicas do álbum original Red, e elas são faixas de country pop e experimentais entrelaçadas entre si. A faixa 21 é a regravação de "Ronan", um single beneficente de 2012 inspirado em Ronan Thompson, um menino de quatro anos que morreu devido a complicações do câncer. Gary Lightbody, da banda de rock Snow Patrol, e Ed Sheeran retornaram para participar de "The Last Time" e "Everything Has Changed", respectivamente.
Todas as faixas regravadas, exceto uma, apresentam os mesmos arranjos de suas versões originais; elas foram produzidas pelos respectivos produtores originais, exceto Max Martin, Dann Huff e Nathan Chapman, cuja produção foi conduzida por Swift e Christopher Rowe. "Girl at Home" foi reformulada de uma música acústica para uma faixa synth-pop produzida por Elvira Anderfjärd. As faixas regravadas apresentam os vocais mais maduros, profundos e ressonantes de Swift, além de uma produção sutilmente mais afiada que ajusta ou enfatiza certos instrumentos. Olivia Horn, da Pitchfork, escreveu que a melodia de "Sad Beautiful Tragic" pode ter ajustado "uma nota ou duas"; Melissa Ruggieri, do USA Today, notou que a bateria em "I Knew You Were Trouble" estava mais definida e as guitarras em "22" mais nítidas. Hannah Mylrea, da NME, descreveu a bateria de abertura em "State of Grace" como "mais nítida", as guitarras de soft rock em "Red" como "um pouco mais brilhantes" e o bandolim em "Stay Stay Stay" como "elevado". Segundo Carrie Battan, da The New Yorker, alguns dos arranjos instrumentais mais fortes fizeram o álbum regravado se assemelhar a uma performance ao vivo.

### Faixas "From the Vault"
As faixas 22 a 30 são rotuladas como "From the Vault", que são músicas que Swift escreveu, mas não incluiu no álbum de 2012. Duas dessas faixas—"Better Man" e "Babe"—são músicas que foram escritas por Swift e gravadas pelo Little Big Town em 2016 e pelo Sugarland em 2018, respectivamente. A faixa de encerramento, "All Too Well (10 Minute Version)", é uma versão integral de "All Too Well" que contém letras que Swift escreveu em 2011 antes de reduzir a faixa. Carson Mlnarik, da MTV News, escreveu que algumas faixas do vault apresentavam a composição country de Swift, o que lembrava como Red é um álbum country em sua essência". As faixas do vault foram produzidas por Swift, Shellback, Anderfjärd, Espionage, Jack Antonoff e Aaron Dessner.
"Better Man" é uma balada country com destaque para o banjo, que incorpora bandolim e cordas, com letras sobre as consequências de um término doloroso. "Nothing New", um dueto folk com Phoebe Bridgers, aborda as inseguranças em relação ao envelhecimento e as percepções sociais sobre mulheres jovens. "Babe", cuja versão do Sugarland é uma canção country, foi reformulada em um arranjo pop-ska e country-pop, consistindo de guitarra slide, teclados, metais e percussão. Suas letras descrevem os erros em um relacionamento em dissolução.
"Message in a Bottle" é uma faixa animada de dance-pop e electropop que aborda os começos de uma conexão romântica. "I Bet You Think About Me", com vocais de harmonia de Chris Stapleton, é uma balada country impulsionada por harmônica. Possui letras irônicas que zombam do estilo de vida luxuoso e pretensioso de um ex-amor. "Forever Winter" é uma canção de power pop que começa com metais enérgicos antes de avançar para o refrão, que apresenta os vocais dinâmicos de Swift e incorpora trompetes, flautas e guitarras. Liricamente, "Forever Winter" fala sobre Swift tentando ajudar um amigo em suas dificuldades com a saúde mental.
"Run" é um dueto acústico com inclinação indie folk, realizado com Ed Sheeran, que escreveu a faixa com Swift no mesmo dia em que compuseram "Everything Has Changed". A produção de "Run" é impulsionada por uma guitarra suave e composições orquestrais, enquanto suas letras consistem em gestos românticos. "The Very First Night" é uma canção animada de bubblegum e country pop, onde Swift relembra os primeiros momentos de um romance em desenvolvimento. "All Too Well (10 Minute Version)" é uma balada lenta com um som pop rock, marcada por uma linha de baixo forte e insistente. Esta versão apresenta versos adicionais que oferecem um contexto mais rico à canção original.

## Lançamento e promoção
Em 18 de junho de 2021, Swift lançou a arte da capa de Red (Taylor's Version) e anunciou inicialmente que o álbum regravado seria lançado em 19 de novembro de 2021.Caban Junto com o anúncio, as pré-vendas para o álbum digital foram disponibilizadas. A capa mostra Swift usando batom vermelho, um casaco beige e um boné de veludo "Matti" na cor bordô, sentada em um conversível Chevrolet Cabriolet vintage de 1932, com um fundo outonal. Janessa Leoné desenhou o boné, que rapidamente esgotou no site de Leoné. O anel personalizado que Swift usa na capa foi projetado por uma amiga de Swift na vida real. Em 5 de agosto de 2021, Swift postou um vídeo em suas redes sociais, provocando um quebra-cabeça de palavras para os fãs resolverem; ele revelava "Chris Stapleton", "Phoebe Bridgers", "Babe", "Better Man" e "All Too Well Ten Minute Version". Simultaneamente, as pré-vendas dos CDs do álbum foram abertas no site de Swift. Ela publicou a lista oficial de faixas em 6 de agosto.

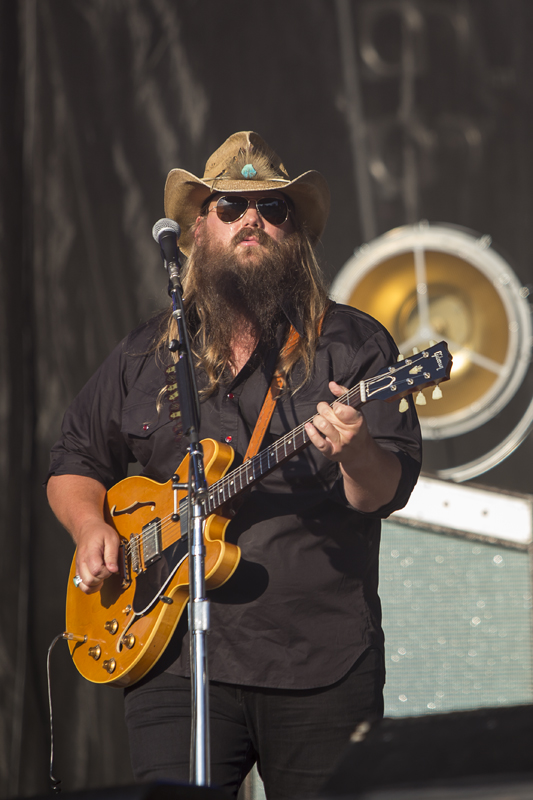
Chris Stapleton (na foto) faz uma participação no single country-radio "I Bet You Think About Me".

Em 30 de setembro, Swift anunciou que Red (Taylor's Version) seria lançado em 12 de novembro, uma semana antes do programado. Ela usou as redes sociais para divulgar trechos de várias músicas regravadas antes do lançamento do álbum: "22" e "I Knew You Were Trouble" através de uma história no Instagram em 5 de agosto, "Red" em um vídeo no Instagram em 24 de outubro, e "Babe" via Tumblr em 11 de novembro.
Através da Republic Records, Red (Taylor's Version) foi lançado para streaming, download e formatos físicos em CD e vinil, incluindo edições limitadas com mercadorias personalizadas para os Target Corporation, Walmart e Urban Outfitters. Em janeiro de 2022, cinco "capítulos" de streaming contendo faixas de Red (Taylor's Version) foram lançados: Could You Be the One Chapter, She Wrote a Song About Me Chapter, The Slow Motion Chapter e From the Vault Chapter.
A Starbucks fez uma parceria com Swift para comemorar o lançamento de Red (Taylor's Version), que coincidiu com a "temporada de copos vermelhos" da empresa. O fabricante de equipamentos de fitness Peloton anunciou uma colaboração exclusiva com Swift para usar músicas do álbum em suas aulas de fitness on-demand.
Swift promoveu Red (Taylor's Version) em dois programas de talk show noturnos da NBC, The Tonight Show Starring Jimmy Fallon e Late Night with Seth Meyers, que foram exibidos em sequência em 11 de novembro. Juntamente com o lançamento do álbum em 12 de novembro, ela estreou All Too Well: The Short Film, que acompanha "All Too Well (10 Minute Version)" e estrelado por ela mesma, Sadie Sink e Dylan O'Brien; ela também apresentou a música na estreia.
No dia seguinte, Swift foi a convidada musical e apresentou "All Too Well (10 Minute Version)" em um episódio da 47ª temporada de Saturday Night Live. A canção se tornou um sucesso número um na Billboard Hot 100, tornando-se a música mais longa a alcançar essa posição, superando "American Pie" (1971) de Don McLean, que tinha 8 minutos e 37 segundos. As faixas do vault "I Bet You Think About Me" e "Message in a Bottle" foram promovidas como singles para as rádios country e pop/adult contemporary, respectivamente.

## Recepção da Crítica
| Críticas profissionais | Críticas profissionais |
| Pontuações agregadas   | Pontuações agregadas   |
| Fonte                  | Avaliação              |
| ---------------------- | ---------------------- |
| AnyDecentMusic?        | 8.6/10                 |
| Metacritic             | 91/100                 |
| Avaliações da crítica  |                        |
| Fonte                  | Avaliação              |
| AllMusic               | [ 20 ]                 |
| The A.V. Club          | A−                     |
| Clash                  | 9/10                   |
| The Guardian           | [ 24 ]                 |
| The Independent        | [ 17 ]                 |
| The Line of Best Fit   | 9/10                   |
| The New Zealand Herald | [ 70 ]                 |
| NME                    | [ 26 ]                 |
| Pitchfork              | 8.5/10                 |
| Rolling Stone          | [ 25 ]                 |

Red (Taylor's Version) recebeu aclamação crítica universal. No Metacritic, que atribui uma pontuação normalizada de 100 a resenhas de publicações profissionais, o álbum obteve uma média ponderada de 91 com base em 16 avaliações, sendo este o projeto mais bem avaliado de Swift no site.
Lydia Burgham, do The New Zealand Herald, escreveu que ouvir Red (Taylor's Version) a fez refletir sobre o álbum original Red como a "obra-prima" de Swift. Muitos críticos opinaram que as faixas regravadas têm uma produção melhor, com mais ênfase na instrumentação, incluindo Rob Sheffield da Rolling Stone, Helen Brown do The Independent e Hannah Mylrea da NME.
Andy Von Pip, da Under the Radar, e Melissa Ruggieri, do USA Today, destacaram que os vocais de Swift estão mais maduros e quentes. Paul Bridgewater, do The Line of Best Fit, escreveu que eles estão "sutilmente mais ousados e assertivos", enquanto Kate Solomon, do i, mencionou que têm "músculos recém-flexíveis". Alguns críticos, como Bobby Olivier da Spin e Laura Snapes do The Guardian, acharam que as mudanças na produção e nos vocais proporcionaram uma experiência auditiva menos intensa do que o álbum original, mas Ruggieri opinou que isso "não diminui o espírito da edição de 2012".
A letra das canções de Swift foi particularmente bem recebida. Red (Taylor's Version) foi considerada a "Melhor Nova Música" da semana de lançamento pela Pitchfork; Olivia Horn resumiu o álbum como uma representação das "vocais extáticas e expressivas de Swift, humor ácido, imagens vívidas e atenção carinhosa às nuances do amor e da perda".
Andy Von Pip escreveu que o álbum regravado fez os sentimentos líricos do original ressoarem de maneira mais persistente. Anna Leszkiewicz, do New Statesman, descreveu Red (Taylor's Version) como um relato magistral de sentimentos complicados da juventude. Ana Clara Ribeiro, do PopMatters, destacou que o álbum regravado manteve os sentimentos líricos duradouros que resistiram ao teste do tempo.
No Financial Times, Ludovic Hunter-Tilney escreveu que "o carrossel de drama romântico das músicas ainda gira vibrante, construído com uma mistura vencedora de wit, design e sinceridade." Beth Kirkbride, do Clash, afirmou que Red (Taylor's Version) é uma "mistura de gêneros" brincando com vários estilos e "um exercício de catarse".
Alguns críticos destacaram a perspicácia e musicalidade de Swift. Paul Bridgewater opinou que Red (Taylor's Version) "equilibra a satisfação dos fãs com uma documentação perspicaz de uma das melhores compositoras do pop moderno em um momento crucial de sua carreira", acrescentando que Swift cuidadosamente selecionou a lista de faixas ampliada sem se afastar do apelo original do álbum.
Jonathan Keefe, da Slant Magazine, Spencer Kornhaber, da The Atlantic, e Mary Siroky, da Consequence, sentiram que o álbum expandido testemunha o crescimento musical de Swift, exalando "uma ressonância emocional mais forte". Chris Willman, da Variety, apreciou as faixas do vault.

## Prêmios ou indicações
Red (Taylor's Version) recebeu muitos prêmios da indústria musical, incluindo colocações em listas de melhores álbuns. No Billboard Music Awards de 2022, Swift recebeu sete indicações, conquistando prêmios de Top Country Album, Top Country Artist, Top Country Female Artist e Top Billboard 200 Artist.
No American Music Awards de 2022, Swift venceu todas as seis indicações, incluindo Artista do Ano, Artista Feminina Pop Favorita e Artista Feminina Country Favorita. No 65º Grammy Awards, "All Too Well (10 Minute Version)", All Too Well: The Short Film e "I Bet You Think About Me" foram indicadas a Canção do Ano, Melhor Videoclipe e Melhor Canção Country, respectivamente, com All Too Well: The Short Film ganhando na sua categoria.
| Publicação | Lista                         | Classificação | Ref.   |
| ---------- | ----------------------------- | ------------- | ------ |
| Billboard  | Os 50 melhores álbuns de 2021 | 25            | [ 84 ] |
| Clash      | Os 50 melhores álbuns de 2021 | 12            | [ 85 ] |
| Insider    | Os melhores álbuns de 2021    | 4             | [ 86 ] |
| Metacritic | Os 40 melhores álbuns de 2021 | 2             | [ 87 ] |
| People     | Os melhores álbuns de 2021    | 4             | [ 88 ] |

| Premiação              | Ano  | Prêmio                                                                         | Resultado | Ref.   |
| ---------------------- | ---- | ------------------------------------------------------------------------------ | --------- | ------ |
| Guinness World Records | 2022 | Maior número de transmissões de um álbum no Spotify no primeiro dia (Feminino) | Venceu    | [ 89 ] |
| NME Awards             | 2022 | Melhor reedição                                                                | Venceu    | [ 90 ] |
| Kids' Choice Awards    | 2022 | Álbum favorito                                                                 | Indicado  | [ 91 ] |
| Billboard Music Awards | 2022 | Melhor álbum country                                                           | Venceu    | [ 80 ] |
| American Music Awards  | 2022 | Álbum de pop/rock favorito                                                     | Venceu    | [ 81 ] |
| American Music Awards  | 2022 | Álbum de música country favorito                                               | Venceu    | [ 81 ] |
| ARIA Music Awards      | 2022 | Melhor Artista Internacional                                                   | Indicado  | [ 92 ] |
| Juno Awards            | 2023 | Álbum Internacional do Ano                                                     | Indicado  | [ 93 ] |

## Desempenho Comercial
Na sua estreia, Red (Taylor's Version) quebrou o recorde de álbum mais transmitido por uma mulher em um único dia, superando Folklore (2020) de Swift, e se tornou a primeira artista feminina a acumular mais de 100 milhões de streams em um dia no Spotify. O álbum vendeu mais de 1,2 milhão de unidades equivalentes a álbuns globalmente em sua primeira semana.
Em dezembro de 2021, o Spotify anunciou que Swift era a mulher mais transmitida na plataforma do ano, e a segunda artista mais transmitida no geral, atrás de Bad Bunny. A Federação Internacional da Indústria Fonográfica reconheceu Swift como a Artista Global de Gravação de 2021, marcando a terceira vez consecutiva. Red (Taylor's Version) vendeu 1,14 milhão de cópias globalmente em 2021.

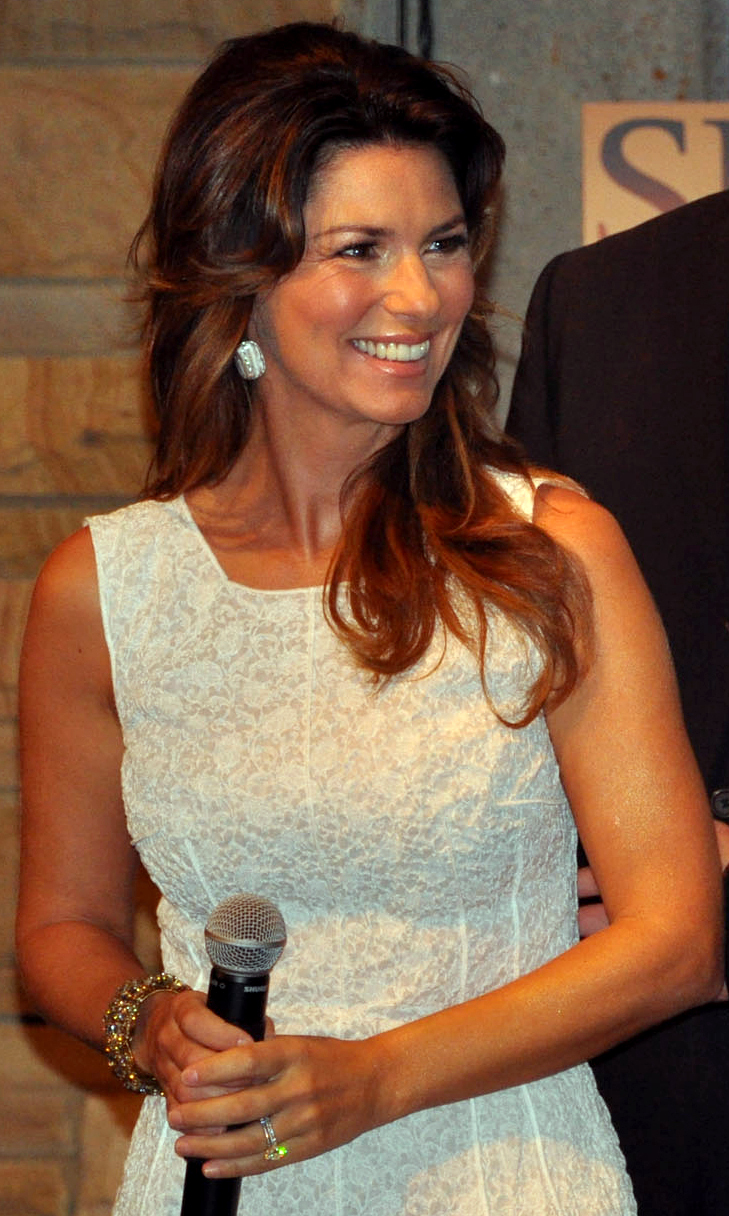
Red (Taylor's Version) ajudou Swift a tornar-se a artista feminina com mais semanas em primeiro lugar no Top Country Albums, ultrapassando Shania Twain (na foto).

Nos Estados Unidos, Red (Taylor's Version) estreou no topo da Billboard 200 com 605.000 unidades na primeira semana, que consistiram em 303,23 milhões de streams sob demanda—superando a maior semana de streaming de um álbum country, anteriormente detida por Dangerous: The Double Album de Morgan Wallen (2021). O álbum começou com 369.000 vendas puras de álbuns—o maior número para um álbum country desde Crash My Party de Luke Bryan (2014).
Isso marcou o décimo topo de Swift na Billboard 200, fazendo dela a artista a alcançar quatro número um na Billboard 200 na menor duração (menos de 16 meses), quebrando o recorde de 46 anos de Elton John. Red (Taylor's Version) passou sete semanas no topo da lista Top Country Albums, elevando o total de semanas de Swift em primeiro lugar para 99, superando o recorde de 97 semanas de Shania Twain para uma artista feminina. Foi o segundo álbum mais vendido de 2021 nos Estados Unidos e superou 3,32 milhões de unidades nos EUA até julho de 2023.
Na Billboard Hot 100, 26 faixas do álbum estrearam na mesma semana—"State of Grace (Taylor's Version)" e "State of Grace (Acoustic Version) (Taylor's Version)" foram contadas como uma entrada, assim como "All Too Well (Taylor's Version)" e "All Too Well (10 Minute Version)". Isso estabeleceu os recordes de mais estreias simultâneas e entradas na parada por uma artista feminina, ambos anteriormente definidos por Lover (2019) de Swift. Quatro dessas faixas alcançaram a região do top 40, elevando o total de entradas de Swift no top 40 para 85—o terceiro maior número da história, superando Elvis Presley. "All Too Well (Taylor's Version)" estreou em primeiro lugar, marcando a terceira vez que Swift debutou em primeiro lugar tanto na Billboard 200 quanto na Hot 100 na mesma semana—seguindo "Cardigan" e Folklore em agosto de 2020, e "Willow" e Evermore em dezembro de 2020—um recorde para qualquer artista.
Red (Taylor's Version) alcançou o topo das paradas de álbuns nos países de língua inglesa, incluindo Austrália, Canadá, Irlanda, Nova Zelândia e Reino Unido. No Canadá, foi o quinto álbum mais vendido de 2021, figurando entre os 10 melhores em métricas de vendas digitais, CD e vinil.
O álbum elevou o número de álbuns no topo das paradas de Swift para oito no Reino Unido, nove na Austrália—fazendo dela a primeira artista na história a ter quatro álbuns número um em um período de dois anos—e sete na Irlanda, o maior número para uma artista feminina neste milênio.

## Impacto
Durante a semana de lançamento de Red (Taylor's Version), diversas marcas e organizações—como M&M's, Skittles, Kansas City Chiefs, Olive Garden, Teletubbies, Taco Bell, Oreo, Sour Patch Kids e a Embaixada Francesa nos Estados Unidos—usaram suas contas nas mídias sociais para endossar o álbum; algumas delas adicionaram "(Taylor's Version)" aos seus nomes de usuário no Twitter.
A revista Paper observou que o impacto de Swift foi "sentido nas redes sociais", com as marcas "capitalizando sobre seu impulso", enquanto a Inc. destacou que as empresas aproveitaram a relevância cultural do álbum. Algumas publicações de mídia consideraram Red (Taylor's Version) parte de uma tendência musical de 2021 chamada "Sad Girl Autumn" ou "Sad Girl Fall", que se refere ao lançamento de músicas melancólicas e introspectivas por artistas femininas durante o outono. Swift lançou uma versão acústica de "All Too Well (10 Minute Version)" subtitulada "Sad Girl Autumn Version"; a jornalista Meredith Clark, do Independent, afirmou que "devemos agradecer [a Swift] por originar a temporada", citando Red (Taylor's Version) como a principal razão.
Anne Steele, do The Wall Street Journal, destacou o desempenho comercial de Red (Taylor's Version), especialmente como suas faixas superaram as gravações originais em plataformas de streaming e se tornaram virais nas redes sociais. Ela afirmou que o álbum estava "reescrevendo a indústria musical" e garantindo contratos de licenciamento "lucrativos" para uso em filmes.
Steele opinou que o sucesso do álbum regravado influenciou a empresa-mãe da Republic Records, a Universal Music Group, a implementar termos mais rigorosos em contratos de gravação, dobrando o tempo antes que um artista possa regravar sua música. No entanto, também aumentaram os pagamentos de royalties aos artistas, em resposta às suas demandas por melhores participações na receita.
A Variety nomeou Swift a "Rainha do Streaming" após o álbum quebrar recordes de streaming, e a Rolling Stone India comentou que "não é uma tarefa pequena" para um álbum relançado conquistar uma canção número um.
Várias publicações consideraram Red (Taylor's Version) um dos maiores momentos da cultura pop e da música em 2021. A Academia de Gravação o considerou um fator definidor para a música pop naquele ano. Ms. e Slate opinaram que Red (Taylor's Version) trouxe uma reavaliação crítica para o álbum original, já que as críticas iniciais foram influenciadas pela análise sexista da imagem e da vida amorosa de Swift.
A Billboard nomeou Swift a "Maior Estrela Pop de 2021", e ela foi a musicista mais bem paga de 2021 globalmente.

## Lista de faixas
| Red (Taylor's Version) – Edição padrão |                                                          |                                  |                                  |         |  |
| N.º                                    | Título                                                   | Compositor(es)                   | Produtor(es)                     | Duração |  |
| 1.                                     | "State of Grace"                                         | Taylor Swift                     | Christopher Rowe Swift           | 4:55    |  |
| 2.                                     | "Red"                                                    | Swift                            | Rowe Swift                       | 3:43    |  |
| 3.                                     | "Treacherous"                                            | Dan Wilson Swift                 | Wilson                           | 4:02    |  |
| 4.                                     | "I Knew You Were Trouble"                                | Swift Max Martin Shellback       | Rowe Shellback Swift             | 3:39    |  |
| 5.                                     | "All Too Well"                                           | Swift Liz Rose                   | Rowe Swift                       | 5:29    |  |
| 6.                                     | "22"                                                     | Swift Martin Shellback           | Rowe Shellback Swift             | 3:50    |  |
| 7.                                     | "I Almost Do"                                            | Swift                            | Rowe Swift                       | 4:04    |  |
| 8.                                     | "We Are Never Ever Getting Back Together"                | Swift Martin Shellback           | Rowe Shellback Swift             | 3:13    |  |
| 9.                                     | "Stay Stay Stay"                                         | Swift                            | Rowe Swift                       | 3:25    |  |
| 10.                                    | "The Last Time" (part. de Gary Lightbody de Snow Patrol) | Swift Lightbody Jacknife Lee     | Lee                              | 4:59    |  |
| 11.                                    | "Holy Ground"                                            | Swift                            | Jeff Bhasker                     | 3:22    |  |
| 12.                                    | "Sad Beautiful Tragic"                                   | Swift                            | Rowe Paul Mirkovich Swift        | 4:44    |  |
| 13.                                    | "The Lucky One"                                          | Swift                            | Bhasker                          | 4:00    |  |
| 14.                                    | "Everything Has Changed" (part. de Ed Sheeran)           | Swift Sheeran                    | Butch Walker                     | 4:05    |  |
| 15.                                    | "Starlight"                                              | Swift                            | Rowe Mirkovich Swift             | 3:40    |  |
| 16.                                    | "Begin Again"                                            | Swift                            | Rowe Swift                       | 3:58    |  |
| 17.                                    | "The Moment I Knew"                                      | Swift                            | Rowe Mirkovich Swift             | 4:45    |  |
| 18.                                    | "Come Back... Be Here"                                   | Swift Wilson                     | Wilson                           | 3:43    |  |
| 19.                                    | "Girl at Home"                                           | Swift                            | Elvira Anderfjärd                | 3:40    |  |
| 20.                                    | "State of Grace" (versão acústica)                       | Swift                            | Rowe Swift                       | 5:21    |  |
| 21.                                    | "Ronan"                                                  | Swift Maya Thompson              | Rowe Swift                       | 4:24    |  |
| 22.                                    | "Better Man"                                             | Swift                            | Aaron Dessner Swift              | 4:57    |  |
| 23.                                    | "Nothing New" (part. de Phoebe Bridgers)                 | Swift                            | Dessner Swift                    | 4:18    |  |
| 24.                                    | "Babe"                                                   | Swift Patrick Monahan            | Jack Antonoff Swift              | 3:44    |  |
| 25.                                    | "Message in a Bottle"                                    | Swift Martin Shellback           | Shellback Anderfjärd             | 3:45    |  |
| 26.                                    | "I Bet You Think About Me" (part. de Chris Stapleton)    | Swift Lori McKenna [ 130 ]       | Dessner Swift                    | 4:45    |  |
| 27.                                    | "Forever Winter"                                         | Swift Mark Foster                | Antonoff Swift                   | 4:23    |  |
| 28.                                    | "Run" (part. de Ed Sheeran)                              | Swift Sheeran [ 49 ]             | Dessner Swift                    | 4:00    |  |
| 29.                                    | "The Very First Night"                                   | Swift Amund Bjørklund Espen Lind | Espionage Tim Blacksmith Danny D | 3:20    |  |
| 30.                                    | "All Too Well" (versão de 10 minutos)                    | Swift Rose                       | Antonoff Swift                   | 10:13   |  |
| Duração total:                         | Duração total:                                           | Duração total:                   | Duração total:                   | 130:26  |  |

| Red (Taylor's Version) – Faixa bônus da Apple Music |                         |                |         |  |
| N.º                                                 | Título                  | Compositor(es) | Duração |  |
| 31.                                                 | "A Message from Taylor" | Swift          | 0:25    |  |
| Duração total:                                      | Duração total:          | Duração total: | 130:51  |  |

### Compilações
| Red (Taylor’s Version): Could You Be the One Chapter |                                                |                        |                      |         |  |
| N.º                                                  | Título                                         | Compositor(es)         | Produtor(es)         | Duração |  |
| 1.                                                   | "Message in a Bottle"                          | Swift Martin Shellback | Shellback Anderfjärd | 3:45    |  |
| 2.                                                   | "State of Grace"                               | Swift                  | Rowe Swift           | 4:55    |  |
| 3.                                                   | "Treacherous"                                  | Swift Wilson           | Wilson               | 4:02    |  |
| 4.                                                   | "Everything Has Changed" (part. de Ed Sheeran) | Swift Sheeran          | Walker               | 4:05    |  |
| 5.                                                   | "Starlight"                                    | Swift                  | Rowe Mirkovich Swift | 3:40    |  |
| 6.                                                   | "Begin Again"                                  | Swift                  | Rowe Swift           | 3:58    |  |
| Duração total:                                       | Duração total:                                 | Duração total:         | Duração total:       | 24:25   |  |

| Red (Taylor’s Version): She Wrote a Song About Me Chapter |                                                       |                        |                      |         |  |
| N.º                                                       | Título                                                | Compositor(es)         | Produtor(es)         | Duração |  |
| 1.                                                        | "I Bet You Think About Me" (part. de Chris Stapleton) | Swift McKenna          | Dessner Swift        | 4:45    |  |
| 2.                                                        | "We Are Never Ever Getting Back Together"             | Swift Martin Shellback | Rowe Shellback Swift | 3:13    |  |
| 3.                                                        | "I Knew You Were Trouble"                             | Swift Martin Shellback | Rowe Shellback Swift | 3:39    |  |
| 4.                                                        | "Red"                                                 | Swift                  | Rowe Swift           | 3:43    |  |
| 5.                                                        | "The Lucky One"                                       | Swift                  | Bhasker              | 4:00    |  |
| 6.                                                        | "I Almost Do"                                         | Swift                  | Rowe Swift           | 4:04    |  |
| Duração total:                                            | Duração total:                                        | Duração total:         | Duração total:       | 23:24   |  |

| Red (Taylor’s Version): From The Vault Chapter |                                          |                      |                              |         |  |
| N.º                                            | Título                                   | Compositor(es)       | Produtor(es)                 | Duração |  |
| 1.                                             | "Nothing New" (part. de Phoebe Bridgers) | Swift                | Dessner Swift                | 4:18    |  |
| 2.                                             | "Run" (part. de Ed Sheeran)              | Swift Sheeran        | Dessner Swift                | 4:00    |  |
| 3.                                             | "The Very First Night"                   | Swift Bjørklund Lind | Espionage Blacksmith Danny D | 3:20    |  |
| 4.                                             | "Forever Winter"                         | Swift Foster         | Antonoff Swift               | 4:23    |  |
| 5.                                             | "Babe"                                   | Swift Monahan        | Antonoff Swift               | 3:44    |  |
| 6.                                             | "Better Man"                             | Swift                | Dessner Swift                | 4:57    |  |
| Duração total:                                 | Duração total:                           | Duração total:       | Duração total:               | 24:42   |  |

| The More Red (Taylor’s Version) Chapter |                                                          |                                     |                      |         |  |
| N.º                                     | Título                                                   | Compositor(es)                      | Produtor(es)         | Duração |  |
| 1.                                      | "I Knew You Were Trouble"                                | Swift Martin Shellback              | Rowe Shellback Swift | 3:39    |  |
| 2.                                      | "22"                                                     | Swift Martin Shellback              | Rowe Shellback Swift | 3:50    |  |
| 3.                                      | "We Are Never Ever Getting Back Together"                | Swift Martin Shellback              | Rowe Shellback Swift | 3:13    |  |
| 4.                                      | "All Too Well" (versão de 10 minutos)                    | Swift Rose                          | Antonoff Swift       | 10:13   |  |
| 5.                                      | "Eyes Open"                                              | Swift                               | Rowe Mirkovich Swift | 4:03    |  |
| 6.                                      | "Safe & Sound" (part. de Joy Williams e John Paul White) | Swift Williams White T Bone Burnett | Rowe Mirkovich Swift | 3:59    |  |
| Duração total:                          | Duração total:                                           | Duração total:                      | Duração total:       | 28:57   |  |

## Equipe e colaboradores

### Músicos
- Taylor Swift – vocals, background vocals (1–4, 6–9, 11–15, 17, 18)
- Amos Heller – bass guitar (1, 2, 4–9, 16, 20), synth bass (5, 6, 8), clapping (9)
- Matt Billingslea – drums, percussion (1, 2, 4–9, 16, 20, 21); vibraphone (1), drum programming (4, 6, 8), clapping (9)
- Max Bernstein – electric guitar (1, 2, 4, 9), synthesizer (4–6, 8, 9, 16, 20), acoustic guitar (7), steel guitar (16)
- Mike Meadows – electric guitar (1), synthesizer (1, 2, 4, 6, 8), Hammond B3 (2, 16), acoustic guitar (4–9, 11, 13, 16, 20), background vocals (5, 9), clapping (9), mandolin (9, 16), piano (21)
- Paul Sidoti – electric guitar (1, 2, 4–6, 8, 9, 16, 21), acoustic guitar (7), piano (20)
- Jonathan Yudkin – strings (1, 2, 17), bouzouki (2), violin (16)
- David Cook – piano (2, 5, 16)
- Dan Wilson – bass, guitar (3, 18); background vocals (3)
- Aaron Sterling – drums, percussion, programming (3, 18)
- Andy Thompson – electric guitar (3), keyboards (3, 18), bass, conductor, synth bass (18)
- Sara Mulford – piano (3, 18), synthesizer (18)
- Dan Burns – programming (4, 6, 8)
- Jacknife Lee – bass, guitar, keyboards, piano (10)
- Davide Rossi – string arrangement, cello, viola, violin (10)
- Matt Bishop – drums (10)
- Gary Lightbody – vocals, guitar (10); background vocals (14)
- Owen Pallett – string arrangement (10)
- Bebel Matsumiya – background vocals (11, 13)
- Jeff Bhasker – background vocals, synthesizer (11, 13)
- Ian Gold – drum programming (11, 13)
- Anders Mouridsen – electric guitar (11, 13)
- Alexander Sasha Krivtsov – acoustic bass guitar (12, 17), electric bass (15)
- Justin Derrico – acoustic guitar (12, 15, 17), bouzouki, electric guitar (15); ukulele (17)
- Nate Morton – drums (12, 15, 17), drum programming (15)
- Paul Mirkovich – piano, synthesizer (12, 15, 17); synth bass (12, 17), drum programming (15, 17)
- Ed Sheeran – vocals, acoustic guitar (14, 28); background vocals (14)
- Butch Walker – background vocals, bass, drums, guitar, keyboards, percussion (14)
- Pete Amato – drum programming (15)
- Charlie Judge – accordion (16)
- Caitlin Evanson – background vocals (16, 22)
- Liz Huett – background vocals (17, 22)
- Dan Lawonn – cello (18)
- Kirsten Whitson – cello (18)
- Ruth Marshall – cello (18)
- Charlie Block – double bass (18)
- David Campbell – string arrangement (18)
- Sam Bergman – viola (18)
- Valerie Little – viola (18)
- Allison Ostrander – violin (18)
- Conor O'Brien – violin (18)
- Erika Hoogeveen – violin (18)
- Felicity James – violin (18)
- Huldah Niles – violin (18)
- Kate Bennett – violin (18)
- Mary Alice Hutton – violin (18)
- Natalia Moiseeva – violin (18)
- Natsuki Kumagai – violin (18)
- Troy Gardner – violin (18)
- Elvira Anderfjärd – background vocals, bass, drums, keyboards, programming (19, 25)
- Aaron Dessner – acoustic guitar, bass guitar, electric guitar, keyboards, piano (22, 23, 26); synthesizer (22, 23, 28), drum programming (22, 28)
- Josh Kaufman – electric guitar (22, 26, 28), lap steel guitar (22, 26), acoustic guitar, mandolin (22); harmonica (26)
- London Contemporary Orchestra – orchestra (22, 26, 28)
  - Galya Bisengalieva – orchestra leader, violin
  - Robert Ames  – conductor
  - Jonny Byers, Max Ruisi, Oliver Coates – cello
  - Dave Brown – double bass
  - Clifton Harrison, Matthew Kettle, Stephanie Edmundson, Zoe Matthews – viola
  - Anna Ovsyanikova, Anna de Bruin, Antonia Kesel, Charis Jenson, Charlotte Reid, Eloisa-Fleur Thorn, Guy Button, Natalie Klouda, Nicole Crespo O'Donoghue, Nicole Stokes, Zara Benyounes – violin
- James Krivchenia – drums, percussion (22, 26, 28)
- Clarice Jensen – cello (23)
- Yuki Numata Resnick – violin (23)
- Phoebe Bridgers – vocals (23)
- Jack Antonoff – acoustic guitar, bass, electric guitar, keyboards (24, 27, 30); Mellotron, percussion, programming (24, 27, 30); drums (24, 27), 12-string acoustic guitar (27), slide guitar (30)
- Mikey Freedom Hart – acoustic guitar (24), celesta, Hammond B3 (24, 30); electric guitar, slide guitar, synthesizer (24, 27); bass, pedal steel (27); baritone guitar, Organ (30), piano, Wurlitzer organ (30)
- Sean Hutchinson – drums, percussion (24, 27, 30)
- Evan Smith – flute, saxophone (24, 27, 30); synthesizer (30)
- Michael Riddleberger – percussion (24, 27, 30)
- Cole Kamen-Green – trumpet (24, 27)
- Shellback – guitar, keyboards, programming (25)
- Chris Stapleton – vocals (26)
- Mark Foster – background vocals (27)
- Thomas Bartlett – keyboards, synthesizer (28)
- Espen Lind – bass (29)
- Freddy Holm – dobro, guitar, keyboards (29)
- Torstein Lofthus – drums (29)
- Amund Bjørklund – keyboards (29)
- Bobby Hawk – strings (30)

### Técnico
- Taylor Swift – executive producer
- Randy Merrill – mastering
- Serban Ghenea – mixing (1–21, 24, 25, 27, 29, 30)
- Jonathan Low – mixing, recording (22, 23, 25, 28, 30); engineering (23, 28)
- Bryce Bordone – mix engineering (1–9, 11–21, 24, 25, 27), mixing assistance (10, 29)
- Derek Garten – engineering, editing (1, 2, 4–7, 9, 12, 15–17, 20, 21); vocal engineering (22)
- John Hanes – engineering (10, 29)
- Ian Gold – engineering (11, 13)
- Aaron Dessner – engineering (23, 28), recording (22, 23)
- Bella Blasko – engineering, recording (23, 28)
- Will Maclellan – engineering (23, 28)
- Cole Kamen-Green – engineering (24, 27)
- David Hart – engineering (24, 27, 30)
- Evan Smith – engineering (24, 27, 30)
- Jack Antonoff – engineering, recording (24, 27, 30)
- John Rooney – engineering, engineering assistance (24, 27, 30)
- Laura Sisk – engineering, recording (24, 27, 30)
- Michael Riddleberger – engineering (24, 27, 30)
- Mikey Freedom Hart – engineering (24, 27, 30)
- Sean Hutchinson – engineering (24, 27, 30)
- Jon Gautier – engineering (30)
- David Payne – recording (1, 2, 5, 7, 16, 20, 21)
- Aaron Sterling – recording (3, 18)
- Andy Thompson – recording (3, 18)
- John Mark Nelson – recording (3, 18)
- Sara Mulford – recording (3, 18)
- Jacknife Lee – recording (10)
- Matt Bishop – recording, editing (10)
- Travis Ference – recording, additional engineering (12, 15, 17); editing (15)
- Butch Walker – recording (14)
- Justin Derrico – recording (15), additional engineering (12, 15, 17)
- Miles Hanson – recording (18)
- Elvira Anderfjärd – recording (19)
- Jeremy Murphy – recording (22, 28)
- Espen Lind – recording (29)
- Mike Hartung – recording (29)
- Christopher Rowe – vocal engineering
- Sam Holland – vocal engineering (4, 8)
- Robert Sellens – vocal engineering (14, 28)
- Tony Berg – vocal production (23)
- Austin Brown – editing, engineering assistance (1, 2, 5, 7, 9, 16, 20, 21)
- Dan Burns – additional engineering (1, 2, 4, 5, 7–9, 16, 20, 21)
- Paul Mirkovich – additional engineering (12, 15, 17)
- Pete Amato – additional engineering (15)
- Daniel Ficca – additional engineering (18)
- Josh Kaufman – additional engineering (26)
- Jeff Fitzpatrick – engineering assistance (17)
- Jon Sher – engineering assistance (24, 27, 30)
- Lauren Marquez – engineering assistance (24, 27, 30)
- Michael Fahey – engineering assistance (26)

## Tabelas musicais
| Paradas(2021–2022)                    | Melhor posição |
| ------------------------------------- | -------------- |
| Argentine Albums (CAPIF)              | 1              |
| Australian Albums (ARIA)              | 1              |
| Australian Country Albums (ARIA)      | 1              |
| Bélgica (Ultratop Flandres)           | 3              |
| Bélgica (Ultratop Valônia)            | 5              |
| Canadá (Billboard)                    | 1              |
| Croatian International Albums (HDU)   | 4              |
| República Tcheca (ČNS IFPI)           | 32             |
| Dinamarca (Hitlisten)                 | 3              |
| Países Baixos (Dutch Charts)          | 3              |
| Finlândia (Suomen virallinen lista)   | 6              |
| França (SNEP)                         | 10             |
| Hungria (MAHASZ)                      | 27             |
| Icelandic Albums (Tónlistinn)         | 4              |
| Irlanda (Official Irish Albums)       | 1              |
| Italian Albums (FIMI)                 | 8              |
| Japão (Oricon)                        | 15             |
| Japanese Hot Albums (Billboard Japan) | 16             |
| Lithuanian Albums (AGATA)             | 4              |
| Nova Zelândia (RMNZ)                  | 1              |
| Noruega (VG-lista)                    | 1              |
| Portugal (AFP)                        | 4              |
| Escócia (Official Scottish Albums)    | 1              |
| Espanha (PROMUSICAE)                  | 3              |
| Suécia (Sverigetopplistan)            | 8              |
| Reino Unido (Official Albums Chart)   | 1              |
| Estados Unidos (Billboard 200)        | 1              |

| paradas (2023–2024)                   | Melhor Posição |
| Áustria (Ö3 Austria Top 40)           | 47             |
| Alemanha (Offizielle Deutsche Charts) | 22             |

| Paradas (2021)                     | Posição |
| ---------------------------------- | ------- |
| Australian Albums (ARIA)           | 19      |
| Belgian Albums (Ultratop Flanders) | 96      |
| Dutch Albums (Album Top 100)       | 75      |
| Irish Albums (IRMA)                | 37      |
| New Zealand Albums (RMNZ)          | 39      |
| Portuguese Albums (AFP)            | 49      |
| Spanish Albums (PROMUSICAE)        | 75      |
| UK Albums (OCC)                    | 32      |

| Paradas (2022)                     | Posição |
| ---------------------------------- | ------- |
| Australian Albums (ARIA)           | 23      |
| Belgian Albums (Ultratop Flanders) | 56      |
| Canadian Albums (Billboard)        | 5       |
| New Zealand Albums (RMNZ)          | 26      |
| Portuguese Albums (AFP)            | 24      |
| Spanish Albums (PROMUSICAE)        | 58      |
| UK Albums (OCC)                    | 52      |
| US Billboard 200                   | 5       |
| US Top Country Albums (Billboard)  | 2       |

| Tabelas (2023)                     | Posição |
| ---------------------------------- | ------- |
| Australian Albums (ARIA)           | 29      |
| Belgian Albums (Ultratop Flanders) | 55      |
| Canadian Albums (Billboard)        | 26      |
| Dutch Albums (Album Top 100)       | 67      |
| New Zealand Albums (RMNZ)          | 49      |
| Portuguese Albums (AFP)            | 43      |
| Spanish Albums (PROMUSICAE)        | 62      |
| UK Albums (OCC)                    | 51      |
| US Billboard 200                   | 17      |
| US Top Country Albums (Billboard)  | 5       |

| Tabelas (2024)                     | Posição |
| ---------------------------------- | ------- |
| Australian Albums (ARIA)           | 29      |
| Australian Country Albums (ARIA)   | 3       |
| Belgian Albums (Ultratop Flanders) | 57      |
| Canadian Albums (Billboard)        | 34      |
| Dutch Albums (Album Top 100)       | 92      |
| Portuguese Albums (AFP)            | 49      |
| Spanish Albums (PROMUSICAE)        | 87      |
| UK Albums (OCC)                    | 63      |
| US Billboard 200                   | 32      |
| US Top Country Albums (Billboard)  | 8       |

#### Certificações
| Região                                                       | Certificação | Vendas   |
| ------------------------------------------------------------ | ------------ | -------- |
| Brasil (Pro-Música Brasil)                                   | 3× Platina   | 120,000‡ |
| Áustria (IFPI Áustria)                                       | Ouro         | 7,500‡   |
| Dinamarca (IFPI Dinamarca)                                   | Platina      | 20,000‡  |
| Espanha (PROMUSICAE)                                         | Ouro         | 20 000‡  |
| França (SNEP)                                                | Ouro         | 50,000‡  |
| Itália (FIMI)                                                | Ouro         | 25,000‡  |
| Nova Zelândia (RIANZ)                                        | 2× Platina   | 30,000‡  |
| Polónia (ZPAV)                                               | 3× Platina   | 60 000‡  |
| Reino Unido (BPI)                                            | Platina      | 300,000‡ |
| ‡vendas+valores de streaming baseados apenas na certificação |              |          |

## Footnotes
1. 1 2  Este artigo se referirá a essas faixas como 'vault tracks' a partir de agora, por concisão.
2. ↑  Após o lançamento de ‘'Red (Taylor's Version)’' em 2021, o ‘'Red’' original apareceu nas tabelas austríacas e alemãs com estatísticas combinadas com a regravação. A regravação foi separada na sua própria história das tabelas em novembro de 2023.

## Histórico de lançamento
| Região | Data                   | Formato(s)                       | Gravadora              | Ref.    |
| ------ | ---------------------- | -------------------------------- | ---------------------- | ------- |
| Mundo  | 12 de novembro de 2021 | CD download digital streaming LP | Republic Records       | [ 208 ] |
| Japão  | 13 de dezembro de 2021 | CD                               | Universal Music Japan  | [ 209 ] |
| Brasil | 31 de dezembro de 2021 | CD                               | Universal Music Brasil | [ 210 ] |